# Chailly-lès-Ennery
Chailly-lès-Ennery è un comune francese di 362 abitanti situato nel dipartimento della Mosella nella regione del Grand Est.

## Società

### Evoluzione demografica
Abitanti censiti